# Vie intentionnelle
 (mars 2025).
La vie intentionnelle est tout mode de vie fondé sur les tentatives conscientes d'un individu ou d'un groupe de vivre selon ses valeurs. Il peut s'agir de styles de vie fondés sur des valeurs éthiques, ainsi que de coaching et de transformation personnelle.

## Description
Selon l'écrivain Joshua Becker, les étapes peuvent être résumées ainsi :
- Réaliser que la vie est faite de choix. Nos attitudes et décisions n'ont pas à être déterminées par notre passé, mais peuvent être choisies.
- Nous sommes entourés d'une culture. Nous pouvons observer son orientation et voir si nous voulons la même chose ou pas.
- Savoir qui nous sommes et ce que nous voulons (faire, communiquer et contribuer). Donner du temps à nos passions.